# Rubia clematidifolia
Rubia clematidifolia là một loài thực vật có hoa trong họ Thiến thảo. Loài này được Blume ex Decne. miêu tả khoa học đầu tiên năm 1837.